# Episodi di Sorelle e delitti (seconda stagione)
La seconda stagione della serie televisiva tedesca Sorelle e delitti, composta da 6 episodi, è stata trasmessa in prima visione assoluta su ZDF dal 1° settembre al 6 ottobre 2023.
In Italia la stagione è trasmessa in prima visione assoluta su Rai 2 dal 31 luglio 2025.
| nº | Titolo originale       | Titolo italiano  | Prima TV Germania | Prima TV Italia |
| -- | ---------------------- | ---------------- | ----------------- | --------------- |
| 1  | Die Made               | La larva         | 1° settembre 2023 | 31 luglio 2025  |
| 2  | Ruby                   | Rancori nascosti | 8 settembre 2023  | 1° agosto 2025  |
| 3  | Schweinepriester       |                  | 15 settembre 2023 |                 |
| 4  | Hensleffs letzter Fall |                  | 22 settembre 2023 |                 |
| 5  | Helden                 |                  | 29 settembre 2023 |                 |
| 6  | Die Perle              |                  | 6 ottobre 2023    |                 |